# Зазари
Зазари (греч. Λίμνη Ζάζαρη) — озеро на севере Греции. Расположено на высоте 602 м над уровнем моря, в южной части периферийной единицы Флорина в периферии Западная Македония, недалеко от границы с периферийной единицей Козани, севернее озера Химадитис (Химадион), у подножия вершины Вици (2128 м) гор Вернон, расположенной западнее. Средняя глубина составляет 4,6 метров.
Одно из озёр водосборного бассейна, отделённого горами Вернон, Ворас, Аскион (Синьяцикон) и Вермион, который включает также озёра Вегоритис, Петрон и Химадитис. Питается речкой Склитрос (Ποταμός Σκλήθρος), исток которой находится на склонах гор Вернон. Используется для орошения.
Озёра Химадитис и Зазари входят в экологическую сеть «Натура 2000». Важными для птиц водно-болотными угодьями являются тростниковые заросли, в которых, как правило, преобладает тростник обыкновенный (Phragmites australis), и они значительно более обширны на озере Химадитис, чем на Зазари. Кроме того, укоренившаяся подводная и плавающая растительность (рдест (Potamogeton), роголистник (Ceratophyllum), уруть колосистая (Myriophyllum spicatum), дзанникеллия болотная (Zannichellia palustris), Валлиснерия (Vallisneria), кувшинка белая (Nymphaea alba) и другие) занимает мелководье. Водно-болотное угодье поддерживает разнообразную орнитофауну, служит местом гнездования, нагула и отдыха для значительного числа птиц. Также очень важно для хищных птиц и богатой герпетофауны. На берегах обитает бабочка червонец непарный (Lycaena dispar). Также были зарегистрированы одиннадцать видов рептилий и один вид амфибий.